# RTS Widzew Łódź

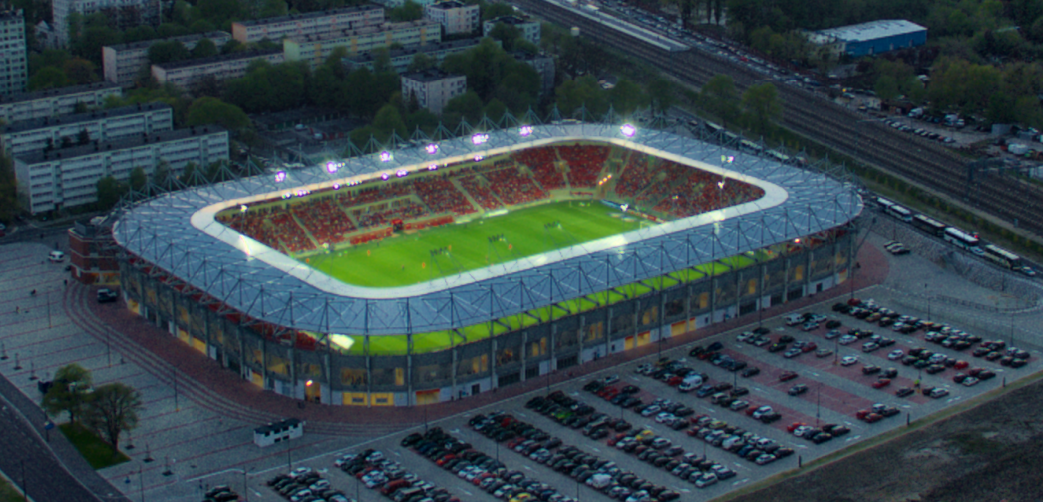
A Widzew Łódź Stadion

A Widzew Łódź egy labdarúgócsapat Łódźban, Lengyelországban. A csapatot 1910-ben alapították, színei: piros és fehér.

## Története
A klubot 1910-ben alapították Łódź Widzew nevezetű városrészében. Innen származik tehát az elnevezés. A lengyel labdarúgó-bajnokság legmagasabb osztályát (Ekstraklasa) ezidáig négy alkalommal sikerült megnyerniük: 1981-ben, 1982-ben, 1996-ban és 1997-ben. Egyszeres kupa (1985) és egyszeres szuperkupa (1996) győztesek. Ezen kívül több alkalommal is felállhattak a dobogó második illetve harmadik fokaira a különböző versenysorozatokban.
Legnagyobb eredményük, hogy 1976-ban és 1982-ben sikerült megnyerniük az Intertotó-kupát.

## Stadion
Hazai mérkőzéseit a Widzewa Stadionban játssza, ami 18,018 néző befogadására alkalmas (ebben a szektorban a vendégek 907).

## Játékoskeret
2023. március 6. szerint.
| #  |     | Poszt | Név                     |
| -- | --- | ----- | ----------------------- |
| 3  | BUL | V     | Bozhidar Chorbadzhiyski |
| 4  | POL | V     | Mateusz Żyro            |
| 5  | POL | V     | Serafin Szota           |
| 6  | ALB | KP    | Juljan Shehu            |
| 7  | CRO | KP    | Mato Miloš              |
| 9  | ESP | CS    | Jordi Sánchez           |
| 10 | POL | KP    | Juliusz Letniowski      |
| 13 | POL | KP    | Ernest Terpiłowski      |
| 14 | LAT | KP    | Andrejs Cigaņiks        |
| 16 | POL | KP    | Filip Zawadzki          |
| 18 | POL | CS    | Mateusz Kempski         |
| 19 | POL | KP    | Bartłomiej Pawłowski    |
| 20 | POL | KP    | Patryk Lipski           |
| 21 | POL | KP    | Jakub Sypek             |
| 22 | POL | KP    | Dominik Kun             |

| #  |     | Poszt | Név                                                      |
| -- | --- | ----- | -------------------------------------------------------- |
| 23 | POL | V     | Paweł Zieliński                                          |
| 25 | CZE | KP    | Marek Hanousek                                           |
| 26 | SVK | K     | Henrich Ravas                                            |
| 29 | POL | CS    | Łukasz Zjawiński (kölcsönben a Lechia Gdańsk csapatától) |
| 33 | AUT | V     | Martin Kreuzriegler                                      |
| 44 | POL | K     | Jakub Wrąbel                                             |
| 70 | POL | KP    | Adam Dębiński                                            |
| 72 | UKR | K     | Vasyl Lytvynenko                                         |
| 77 | NOR | KP    | Kristoffer Normann Hansen                                |
| 88 | POL | KP    | Ignacy Dawid                                             |
| 92 | POR | V     | Fábio Nunes                                              |
| 95 | POL | V     | Patryk Stępiński                                         |

## Sikerek
Ekstraklasa
- Bajnok (4): 1980–81, 1981–82, 1995–96, 1996–97
- Ezüstérmes (7): 1976–77, 1978–79, 1979–80, 1982–83, 1983–84, 1994–95, 1998–99

Lengyel Kupa
- Győztes (1): 1984–85

Lengyel Szuperkupa
- Győztes (1): 1996
- Döntős (1): 1997

Intertotó-kupa
- 1. hely (2): 1976, 1982

BEK
- Elődöntős (1): 1983

### A Widzew Łódź európai kupákban való szereplése
| Szezon  | Kiírás               | Forduló         | Ellenfél                 | Eredmény           |
| ------- | -------------------- | --------------- | ------------------------ | ------------------ |
| 1977–78 | UEFA-kupa            | 1. forduló      | Manchester City          | 2–2, 0–0           |
|         |                      | 2. forduló      | PSV Eindhoven            | 3–5, 0–1           |
| 1979–80 | UEFA-kupa            | 1. forduló      | AS Saint-Étienne         | 2–1, 0–3           |
| 1980–81 | UEFA-kupa            | 1. forduló      | Manchester United        | 1–1, 0–0           |
|         |                      | 2. forduló      | Juventus                 | 3–1, 1–3 (11.) 4–1 |
|         |                      | 3. forduló      | Ipswich Town             | 0–5, 1–0           |
| 1981–82 | BEK                  | 1. forduló      | Anderlecht               | 1–4, 1–2           |
| 1982–83 | BEK                  | 1. forduló      | Hibernians               | 4–1, 3–1           |
|         |                      | 2. forduló      | Rapid Wien               | 1–2, 5–3           |
|         |                      | Negyeddöntő     | Liverpool                | 2–0, 2–3           |
|         |                      | Elődöntő        | Juventus                 | 0–2, 2–2           |
| 1983–84 | UEFA-kupa            | 1. forduló      | IF Elfsborg              | 0–0, 2–2           |
|         |                      | 2. forduló      | Sparta Praha             | 1–0, 0–3           |
| 1984–85 | UEFA-kupa            | 1. forduló      | Aarhus                   | 2–0, 0–1           |
|         |                      | 2. forduló      | Borussia Mönchengladbach | 2–3, 1–0           |
|         |                      | 3. forduló      | Dinama Minszk            | 0–2, 1–0           |
| 1985–86 | KEK                  | 1. forduló      | Galatasaray              | 0–1, 2–1           |
| 1986–87 | UEFA-kupa            | 1. forduló      | LASK Linz                | 1–1, 1–0           |
|         |                      | 2. forduló      | Bayer 05 Uerdingen       | 0–0, 0–2           |
| 1992–93 | UEFA-kupa            | 1. forduló      | Eintracht Frankfurt      | 2–2, 0–9           |
| 1995–96 | UEFA-kupa            | Selejtezőkör    | Bangor City              | 4–0, 1–0           |
|         |                      | 1. forduló      | Csornomorec Odesza       | 1–0, 0–1 (11.) 5–6 |
| 1996–97 | UEFA-bajnokok ligája | Selejtezőkör    | Brøndby IF               | 2–1, 2–3           |
|         |                      | Csoportkör      | Borussia Dortmund        | 1–2, 2–2           |
|         |                      | Csoportkör      | Atlético Madrid          | 1–4, 0–1           |
|         |                      | Csoportkör      | Steaua București         | 0–1, 2–0           |
| 1997–98 | UEFA-bajnokok ligája | 1. selejtezőkör | Neftçi Baku              | 2–0, 8–0           |
|         |                      | 2. selejtezőkör | Parma                    | 1–3, 0–4           |
| 1997–98 | UEFA-kupa            | 1. forduló      | Udinese                  | 1–0, 0–3           |
| 1999–00 | UEFA-bajnokok ligája | 2. selejtezőkör | Litex Lovecs             | 4–1, 1–4 p. 3–2    |
|         |                      | 3. selejtezőkör | Fiorentina               | 1–3, 0–2           |
| 1999–00 | UEFA-kupa            | 1. forduló      | Skonto Riga              | 0–1, 2–0           |
|         |                      | 2. forduló      | AS Monaco                | 1–1, 0–2           |

### Ismertebb játékosok
| - Tadeusz Błachno - Daniel Bogusz - Henryk Bolesta - Zbigniew Boniek - Stanisław Burzyński - Wiesław Cisek - Marek Citko - Ryszard Czerwiec - Jacek Dembiński - Dariusz Dziekanowski - Marek Dziuba | - Dariusz Gęsior - Rafał Grzelak - Leszek Iwanicki - Paweł Janas - Waldemar Jaskulski - Tomasz Łapiński - Sławomir Majak - Radosław Michalski - Józef Młynarczyk - Andrzej Możejko - Wojciech Nawrocki | - Arkadiusz Onyszko - Kazimierz Przybyś - Rafał Siadaczka - Piotr Sulis - Włodzimierz Smolarek - Michał Stasiak - Tadeusz Świątek - Maciej Szczęsny - Mirosław Szymkowiak - Mirosław Tłokiński | - Artur Wichniarek - Jerzy Wijas - Roman Wójcicki - Paweł Wojtala - Andrzej Woźniak - Wiesław Wraga - Zbigniew Wyciszkiewicz - Marcin Zając - Władysław Żmuda - Andrzej Michalczuk |

## Külső hivatkozások
- Hivatalos web-oldal
- Információk a focitipp.hu honlapján.